# Jessentuki
Jessentuki (ros. Ессентуки) – miasto w europejskiej części Rosji, w Kraju Stawropolskim, na przedgórzu Wielkiego Kaukazu na wysokości 640 m n.p.m. Liczy 114 824 mieszkańców (2021). Założone w 1836 roku. Od 1917 roku posiada prawa miejskie. Jessentuki są znanym rosyjskim kurortem balneologicznym.